# Liste der Baudenkmale in Kasel-Golzig
In der Liste der Baudenkmale in Kasel-Golzig sind alle Baudenkmale der brandenburgischen Gemeinde Kasel-Golzig und ihrer Ortsteile aufgelistet. Grundlage ist die Veröffentlichung der Landesdenkmalliste mit dem Stand vom 1. Januar 2025. Die Bodendenkmale sind in der Liste der Bodendenkmale in Kasel-Golzig aufgeführt.

## Baudenkmale in den Ortsteilen
In den Spalten befinden sich folgende Informationen:
- ID-Nr.: Die Nummer wird vom Brandenburgischen Landesamt für Denkmalpflege vergeben. Ein Link hinter der Nummer führt zum Eintrag über das Denkmal in der Denkmaldatenbank. In dieser Spalte kann sich zusätzlich das Wort Wikidata befinden, der entsprechende Link führt zu Angaben zu diesem Denkmal bei Wikidata.
- Lage: die Adresse des Denkmales und die geographischen Koordinaten. Link zu einem Kartenansichtstool, um Koordinaten zu setzen. In der Kartenansicht sind Denkmale ohne Koordinaten mit einem roten beziehungsweise orangen Marker dargestellt und können in der Karte gesetzt werden. Denkmale ohne Bild sind mit einem blauen bzw. roten Marker gekennzeichnet, Denkmale mit Bild mit einem grünen beziehungsweise orangen Marker.
- Bezeichnung: Bezeichnung in den offiziellen Listen des Brandenburgischen Landesamtes für Denkmalpflege. Ein Link hinter der Bezeichnung führt zum Wikipedia-Artikel über das Denkmal.
- Beschreibung: die Beschreibung des Denkmales
- Bild: ein Bild des Denkmales und gegebenenfalls einen Link zu weiteren Fotos des Baudenkmals im Medienarchiv Wikimedia Commons

### Jetsch
| ID-Nr.            | Lage          | Bezeichnung | Beschreibung | Bild       |
| ----------------- | ------------- | ----------- | --- | ---------- |
| 09140328 Wikidata | Jetsch (Lage) | Dorfkirche  | Die evangelische Dorfkirche stammt aus dem 14. Jahrhundert, der Dachturm wurde 1728 errichtet. Im Inneren befinden sich Emporen an der Nord- und Westseite, wobei die Nordempore wahrscheinlich aus dem 16. Jahrhundert stammt. Der Altaraufsatz stammt aus dem Jahr 1695. Aus der gleichen Zeit stammt die polygonale Kanzel. | Dorfkirche |

### Kasel-Golzig
| ID-Nr.                           | Lage                       | Bezeichnung                                                                     | Beschreibung | Bild                                                                            |
| -------------------------------- | -------------------------- | ------------------------------------------------------------------------------- | --- | ------------------------------------------------------------------------------- |
| 09140125 Wikidata                | Gloßener Straße (Lage)     | Dorfkirche                                                                      | Die evangelische Dorfkirche stammt aus dem 14. Jahrhundert, der Dachturm wurde im 15. Jahrhundert errichtet. Im Jahre 1722 wurde die Kirche im Stil des Barocks erneuert. Im Inneren Emporen an allen Seiten. Der Kanzelaltar stammt aus dem Jahr 1720, in der Predella befindet sich ein Bild des Abendmahls. Die Taufe aus Sandstein stammt aus dem gleichen Jahr. | weitere Bilder                                                                  |
| 09141036 Teilobjekt zu: 09140125 | Gloßener Straße (Lage)     | Taufengel                                                                       | | BW                                                                              |
| 09140011                         | Golßener Straße 1 (Lage)   | Pfarr- und Gemeindehaus mit Wirtschaftsgebäude                                  | | Pfarr- und Gemeindehaus mit Wirtschaftsgebäude                                  |
| 09140010                         | Golßener Straße 5 (Lage)   | Stallscheune der Revierförsterei                                                | | Stallscheune der Revierförsterei                                                |
| 09140501                         | Jetscher Weg (Lage)        | Grabstätte Alwin Arndt auf dem Friedhof                                         | Alwin Arndt war Lehrer und Heimatforscher. Er starb am 15. Dezember 1959. | Grabstätte Alwin Arndt auf dem Friedhof                                         |
| 09140126                         | Pestalozziplatz 1-7 (Lage) | Herrenhaus mit Park und Vorfahrt, eingefasst von zwei Wohnhäusern und Orangerie | Das ehemalige Schloss wurde Ende des 18. Jahrhunderts erbaut. Es hat ein Geschoss und ist in 13 Achsen gegliedert. Der Baustil ist der des Spätbarocks, es gibt aber auch Elemente des Klassizismus. Am Vorhof östlich des Schlosses stehen zwei Fachwerkhäuser. | Herrenhaus mit Park und Vorfahrt, eingefasst von zwei Wohnhäusern und Orangerie |

### Schiebsdorf
| ID-Nr.                           | Lage                 | Bezeichnung             | Beschreibung | Bild           |
| -------------------------------- | -------------------- | ----------------------- | ------------ | -------------- |
| 09141375                         | (Lage)               | Kriegerdenkmal          |              | Kriegerdenkmal |
| 09141376                         | Schiebsdorf 6 (Lage) | Gasthaus mit Taubenhaus |              | BW             |
| 09141378 Teilobjekt zu: 09141376 | Schiebsdorf 6 (Lage) | Taubenhaus              |              | BW             |